# Chuli
Manuel Jesús Vázquez Florido (Huelva, España, 25 de enero de 1991), conocido deportivamente como Chuli, es un futbolista español. Juega de delantero y su equipo es el Orihuela C. F. de la Segunda Federación.

## Biografía
Tras pasar por las categorías inferiores Real Club Deportivo Espanyol y Real Club Recreativo de Huelva y convertirse en el máximo realizador del Recreativo en segunda "B", debutó en 2012 en Segunda División con el equipo onubense. Durante la temporada 2012-13 disputó 36 partidos y anotó 15 goles, entre ellos un doblete frente al Real Murcia y un hat-trick frente a la A. D. Alcorcón.
El jugador cerró un acuerdo con el Real Betis Balompié a finales de esa temporada. El equipo verdiblanco pagó la cláusula, fijada en 600 000 euros.
En enero de 2015 marchó cedido al C. D. Leganés hasta el final de temporada. En julio de ese año fichó por la U. D. Almería una vez se desvinculó del Real Betis Balompié.
Se unió al Getafe C. F. el 31 de enero de 2017, en un traspaso a cambio de Karim Yoda. Tras un final de temporada en el que le marcó dos goles a la U. D. Almería y el ascenso a Primera División, en julio firmó un contrato anual. El 12 de diciembre se marchó cedido al C. D. Lugo hasta el 30 de junio. El 14 de agosto también fue prestado al Extremadura U. D.
En agosto de 2019 volvió al Recreativo de Huelva. Esta segunda etapa en el club duró dos años, uniéndose el 1 de septiembre de 2021 al Hércules de Alicante C. F.
Tras acabar contrato con el conjunto alicantino, en julio de 2022 regresó al fútbol catalán para jugar en el Club Lleida Esportiu. En su segunda campaña allí logró once tantos y en agosto de 2024 fichó por el Orihuela C. F.

## Clubes
| Club                           | País   | Año       | PJ (goles) |
| ------------------------------ | ------ | --------- | ---------- |
| R. C. D. Espanyol "B"          | España | 2010-2011 | 9 (1)      |
| R. C. Recreativo de Huelva "B" | España | 2011-2012 | 30 (21)    |
| R. C. Recreativo de Huelva     | España | 2012-2013 | 41 (15)    |
| Real Betis Balompié            | España | 2013-2015 | 26 (1)     |
| C. D. Leganés                  | España | 2015      | 21 (11)    |
| U. D. Almería                  | España | 2015-2017 | 48 (6)     |
| Getafe C. F.                   | España | 2017-2019 | 22 (5)     |
| C. D. Lugo (cedido)            | España | 2018      | 12 (1)     |
| Extremadura U. D. (cedido)     | España | 2018-2019 | 22 (1)     |
| R. C. Recreativo de Huelva     | España | 2019-2021 | 46 (6)     |
| Hércules de Alicante C. F.     | España | 2021-2022 | 27 (1)     |
| Club Lleida Esportiu           | España | 2022-2024 | 63 (18)    |
| Orihuela C. F.                 | España | 2024-     | 30 (6)     |